# Thymus amurensis
{{#ifeq:0|0|{{#if:|{{#if:Thymusamurensis|[[]}}|}}}}
Thymus amurensis — вид рослин родини глухокропивові (Lamiaceae), Поширений на далекому сході Росії (Амур, Хабаровськ) і Хейлунцзяні.

## Опис
Стебла струнні, викривлені, розгалужені на основі, з висхідними вегетативними пагонами на верхівці; родючі гілки від випростаних до висхідних, 6–20 см, міжвузляні ± витягнуті, ± розкидані щільно ворсинки. Базальні листи нечітко черешчаті, переважно яйцюваті, 3–5 × 1.3–1.5 мм, верхівка субтупокінцева; листова пластина середини стебла 0.5–1.5 см × 1.5–4.5 мм; черешок верхніх листків до 1/3 до довжини пластини; листові пластини здебільшого довгасто-еліптичні, густо запушені, зі значно довшими волосками знизу, залозисті, на полях зубчасті.
Суцвіття голівчасте. Квітоніжка коротший, ніж чашечка, густо запушена. Чашечка вузько дзвінчаста, 3.8–5 мм, запушена, верхівка темно-пурпурова; зубчики верхньої губи ланцетні, довго війчасті. Віночок  рожево-пурпуровий, ± білувато, коли сухий, ≈ вдвічі довший від чашечки.

## Поширення
Поширений на далекому сході Росії (Амур, Хабаровськ) і Хейлунцзяні.
Населяє гравійні схили.